# Saudi-Abha-Klasse
Die Saudi-Abha-Klasse war eine aus vier Einheiten bestehende Con-Ro-Schiffsklasse.

## Geschichte
Die Schiffe wurden 1982/1983 auf der schwedischen Werft Kockums in Malmö für die saudi-arabische Reederei The National Shipping Company of Saudi Arabia (NSCSA) gebaut. Zu der Zeit gehörten die Schiffe zu den größten Con-Ro-Schiffen der Welt. Sie wurden von der Reederei 30 Jahre betrieben. Bereedert wurden die Schiffe von Mideast Ship Management in Dubai und nach der Übernahme des Unternehmens durch Bahri von Bahri Ship Management.
2013 wurden sie durch die Schiffe der Bahri-Abha-Klasse ersetzt und im selben Jahr in Alang (Indien) und Chittagong (Bangladesch) verschrottet.

## Technische Daten
Die Schiffe wurden von einem Siebenzylinder-Dieselmotor von MAN B&W (Typ: 7L90GFCA) mit 20.015 kW Leistung angetrieben, der auf einen Propeller wirkte. Für die Stromerzeugung standen vier Generatoren zur Verfügung, die jeweils von einem Dieselmotor von MAN B&W (Typ: 8S28LH-4) angetrieben wurden. Als Notgenerator diente ein Dieselgenerator, der von einem Scania-Dieselmotor angetrieben wurde.
Die Decksaufbauten befanden sich im Heckbereich der Schiffe. Sie überbauten einen Teil der Ro-Ro-Decks. Die Schiffe waren mit einer zur Steuerbordseite herunterklappbaren Heckrampe für den Umschlag rollender Ladung ausgerüstet. Die Ro-Ro-Decks im Schiff waren durch feste Rampen miteinander verbunden. Vor den Decksaufbauten befanden sich Stellplätze für Container sowie Laderäume, die teilweise als Ro-Ro-Decks und teilweise als Laderäume für den Transport von Containern ausgelegt waren. Die Containerladeräume waren mit Cellguides ausgestattet. Die Containerkapazität der Schiffe betrug 2.025 TEU. Für Kühlcontainer waren 50 Anschlüsse vorhanden. An Deck konnten 23 20-Fuß-Container hintereinander und bis zu 13 Container nebeneinander geladen werden. Die Deckscontainer wurden bis zu vier Lagen hoch gestaut.

## Schiffe
| Saudi-Abha-Klasse | Saudi-Abha-Klasse | Saudi-Abha-Klasse | Saudi-Abha-Klasse                            | Saudi-Abha-Klasse               |
| Bauname           | Baunummer         | IMO-Nummer        | Kiellegung Stapellauf Ablieferung            | Spätere Namen und Verbleib      |
| ----------------- | ----------------- | ----------------- | -------------------------------------------- | ------------------------------- |
| Saudi Abha        | 585               | 8121745           | 6. Dezember 1982 Januar 1983                 | 2013 in Alang verschrottet      |
| Saudi Diriyah     | 586               | 8121757           | 7. Juni 1982 5. Februar 1983 31. März 1983   | 2013 in Alang verschrottet      |
| Saudi Hofuf       | 587               | 8121769           | 14. Juni 1982 23. April 1983 25. Juli 1983   | 2013 in Chittagong verschrottet |
| Saudi Tabuk       | 588               | 8121771           | 7. März 1983 20. August 1983 7. Oktober 1983 | 2013 in Alang verschrottet      |

Die Schiffe fuhren unter der Flagge Saudi-Arabiens, Heimathafen war Dammam.